# Leoncjusz (Gudimow)
Leoncjusz, imię świeckie: Iwan Afanasjewicz Gudimow, (ur. 1928 w Nowej Słobodzie, zm. 16 lutego 1992 w Odessie) – rosyjski biskup prawosławny.

## Życiorys
W 1942 wstąpił jako posłusznik do Pustelni Glińskiej. 28 lipca 1948 złożył wieczyste śluby mnisze przed biskupem izmaelskim Anatolem. Ten sam hierarcha wyświęcił go 1 sierpnia tego samego roku na diakona i skierował do pracy duszpasterskiej w soborze w Izmaelu. W 1949 hierodiakon Leoncjusz wstąpił do seminarium duchownego w Odessie, które ukończył w 1953. Wcześniej, w 1951, przyjął święcenia kapłańskie. W 1957 uzyskał dyplom kandydata nauk teologicznych i został wykładowcą w seminarium w Odessie. W 1960 został przełożonym monasteru Zaśnięcia Matki Bożej w Odessie. Od 1961 był ponadto rektorem seminarium w Odessie i posiadał godność archimandryty.
14 stycznia 1962 miała miejsce jego chirotonia na biskupa podolskiego, wikariusza eparchii moskiewskiej. W ceremonii jako konsekratorzy wzięli udział patriarcha moskiewski i całej Rusi Aleksy I, metropolici kijowski i halicki Jan, leningradzki i ładoski Pimen, arcybiskup jarosławski i rostowski Nikodem, biskup kazański i marijski Michał, charkowski i bohoduchowski Nestor, sergiopolski Bazyli, dmitrowski Cyprian oraz talliński i estoński Aleksy II. Po dwóch latach objął katedrę wołyńską i rówieńską. W 1965 przeniesiony do eparchii symferopolskiej i krymskiej. W 1967 objął katedrę charkowską. W lutym 1968 otrzymał godność arcybiskupią; w sierpniu tego samego roku zrezygnował z kierowania eparchią charkowską. 1 grudnia 1970 został wyznaczony na arcybiskupa berlińskiego i środkowoeuropejskiego, egzarchę Europy Środkowej. Z katedry tej odszedł w 1973, przeniesiony ponownie do eparchii symferopolskiej i krymskiej. W raporcie Urzędu ds. Wyznań z tego samego roku, dzielącym hierarchów Rosyjskiego Kościoła Prawosławnego na całkowicie lojalnych wobec władz państwowych, lojalnych, lecz starających się umacniać struktury kościelne oraz niepewnych, został zaliczony do pierwszej grupy.
10 marca 1989 został metropolitą. W 1990 mianowany metropolitą odeskim i chersońskim; po roku, w związku z ponownym utworzeniem niezależnych eparchii odeskiej i chersońskiej, jego tytuł uległ zmianie na metropolita chersoński i taurydzki. Zmarł w 1992 i został pochowany w sąsiedztwie soboru katedralnego w Chersoniu.